# Bestrma
Bestrma es una localidad de Croacia situada en el municipio de Sunja, en el condado de Sisak-Moslavina. Según el censo de 2021, tiene una población de 71 habitantes.